# Kai Meriluoto
Kai Meriluoto (japanisch カイ・メリルオト; * 2. Januar 2003 in Siuntio) ist ein finnischer Fußballspieler, der hauptsächlich als Mittelstürmer spielt. Er steht derzeit bei HJK Helsinki unter Vertrag.

## Kindheit und Jugend
Meriluoto wurde in Siuntio, Finnland, geboren, als Sohn einer japanischen Mutter und eines finnischen Vaters. Als er ein Jahr alt war, zog er mit seiner Familie nach Vienne, Frankreich, und lebte dort fünf Jahre, bevor er nach Finnland zurückkehrte. Meriluoto lebte von seinem zehnten bis zu seinem zwölften Lebensjahr in China. Er besitzt die doppelte Staatsbürgerschaft von Finnland und Japan und spricht – neben Finnisch und Japanisch – fließend Französisch und Englisch. Meriluoto hat einen älteren Bruder namens Aki Meriluoto, der ebenfalls Fußball spielt und auf halbprofessionellem Niveau für US Lesquin in Frankreich aktiv ist.

## Karriere

### Verein
Kai begann seine Karriere in der Jugendabteilung von Kyrkslätt IF und HJK Helsinki bzw. dem Klubi 04, welcher dem Erstligisten HJK Helsinki als Reserve- und Nachwuchsmannschaft dient.
Seinen ersten Einsatz für die 1. Mannschaft von HJK Helsinki hatte er am 6. August 2020 gegen FC Lahti, als er in der 86. Minute für Atomu Tanaka eingewechselt wurde, das Spiel ging 1:1 aus.
Am 15. Februar 2022 schloss sich Meriluoto dem Tampereen Ilves für die Saison 2022 auf Leihbasis an. Direkt am ersten Spieltag, dem 18. September 2022, wurde Meriluoto von Trainer Toni Kallio in der 62. Minute eingewechselt, ihm gelang in der 90. Minute der Treffer zum 2:3-Endstand für Vaasan PS.
Im April 2023 verlängerte er seinen Vertrag in Helsinki bis Ende 2025.
Am 14. Juli 2023 schloss sich Meriluoto dem polnischen Ekstraklasa-Team FKS Stal Mielec auf Leihbasis für die Saison 2023/24 an, mit der Option auf einen permanenten Wechsel. Nur acht Tage später kam er direkt zum Debüt für FKS Stal Mielec gegen KS Cracovia in der Ekstraklasa. Nach dem Ende der Leihe kehrte er zu HJK zurück, wo er an Spielen der Meisterrunde und der Conference League teilnahm. Seit Mitte Februar 2025 ist er nach Bulgarien an den NK Maribor verliehen.

### Nationalmannschaft
Kai durchlief verschiedene Jugendnationalmannschaften Finnlands, darunter die U16, U17, U19, U20 und U21. Am 9. Januar 2023 kam er zu seinem Debüt in der Finnischen Fußballnationalmannschaft beim Freundschaftsspiel gegen die Schwedische Fußballnationalmannschaft.

## Erfolge
HJK Helsinki
- Finnischer Meister: 2020
- Finnischer Pokalsieger: 2023